# Chicago XXXII: Stone of Sisyphus
Chicago XXXII: Stone of Sisyphus è un album in studio del gruppo musicale statunitense Chicago, pubblicato nel 2008 ma registrato nel 1993.

## Tracce
1. Stone of Sisyphus
2. Bigger Than Elvis
3. All the Years
4. Mah-Jong
5. Sleeping in the Middle of the Bed
6. Let's Take a Lifetime
7. The Pull
8. Here with Me (A Candle for the Dark)
9. Plaid
10. Cry for the Lost
11. The Show Must Go On

Bonus tracks
1. Love Is Forever (Demo)
2. Mah-Jong (Demo)
3. Let's Take a Lifetime (Demo)
4. Stone of Sisyphus (No Rhythm Loop)